# География Коста-Рики

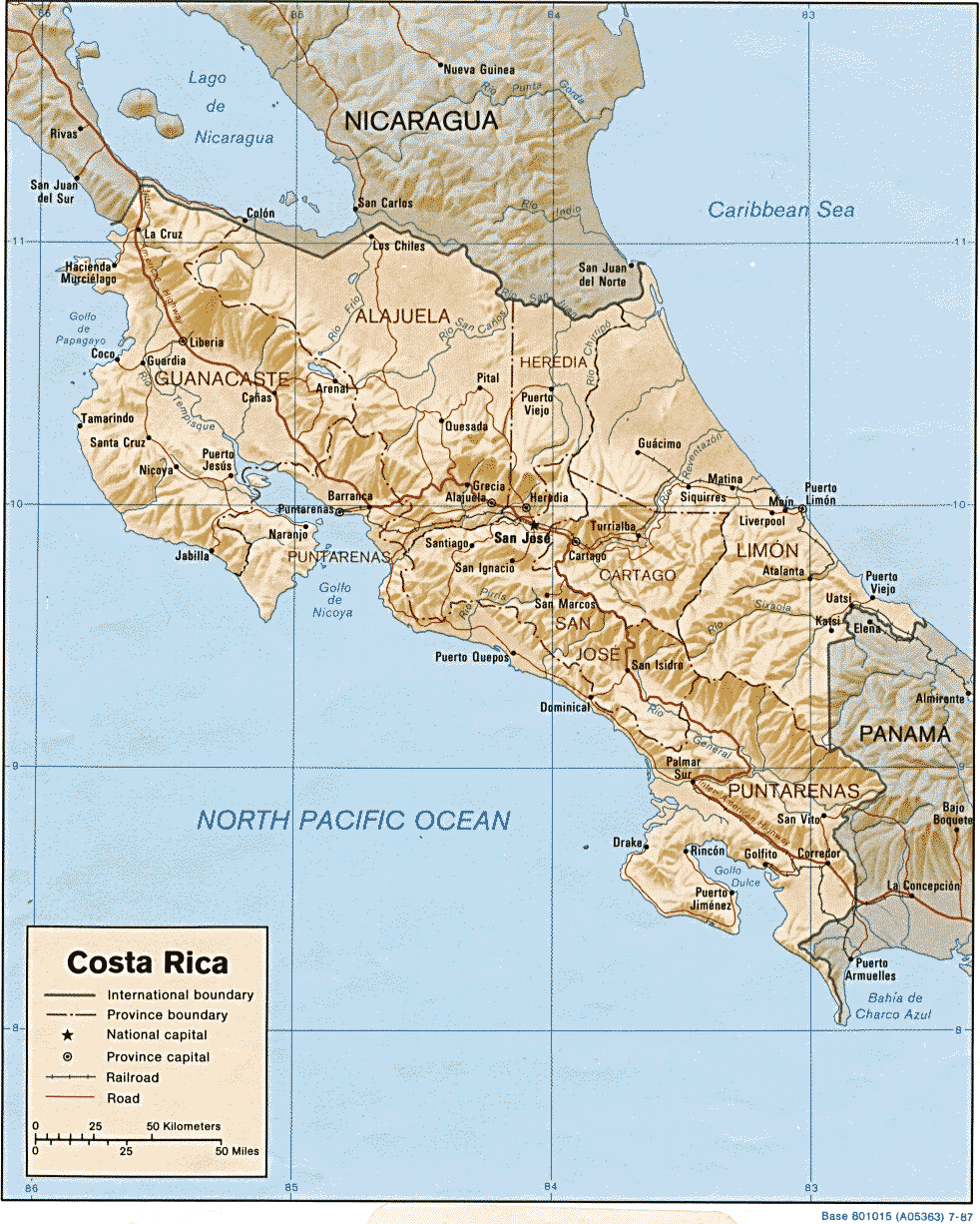
Shaded relief map of Costa Rica.

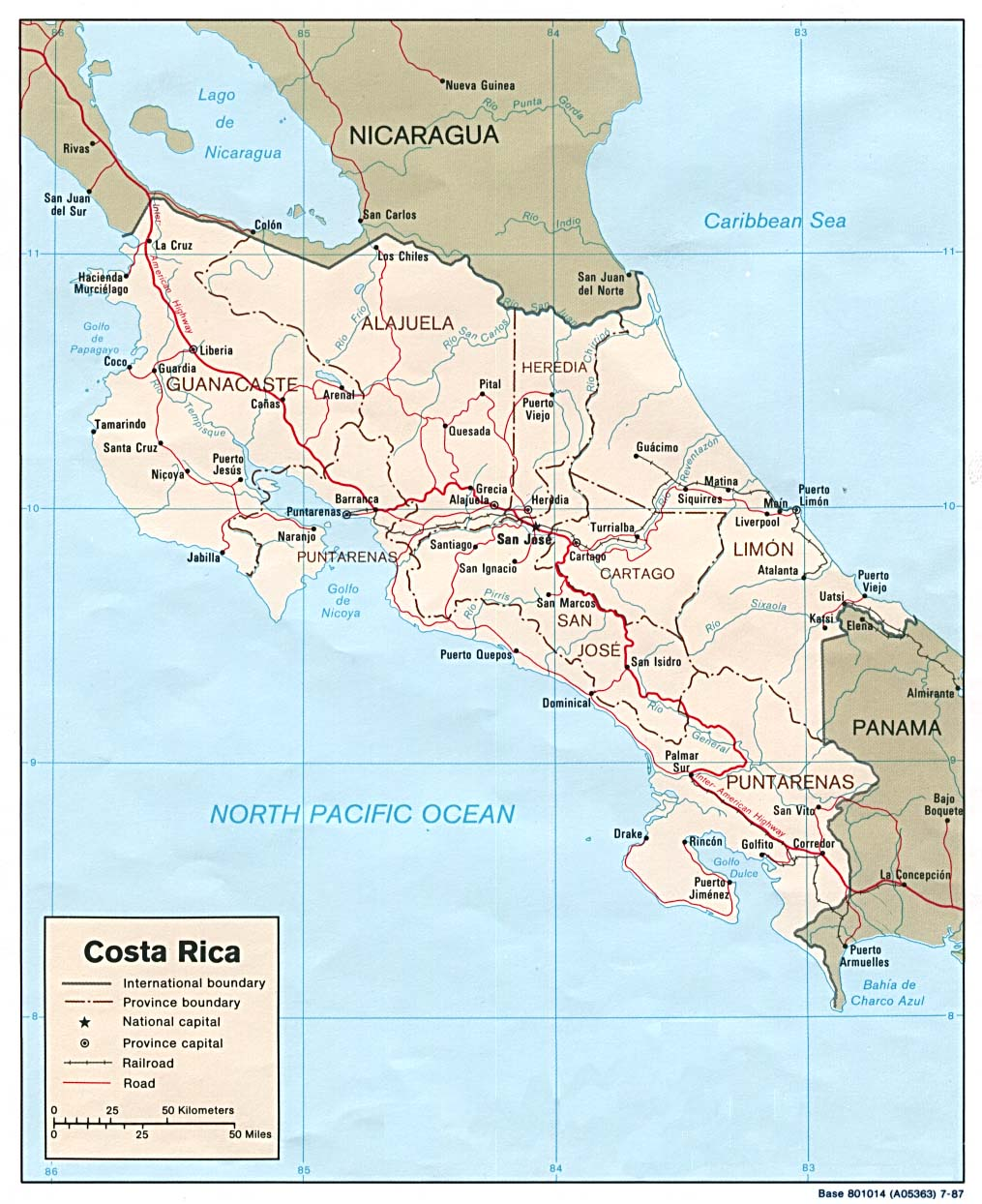
Map of Costa Rica.

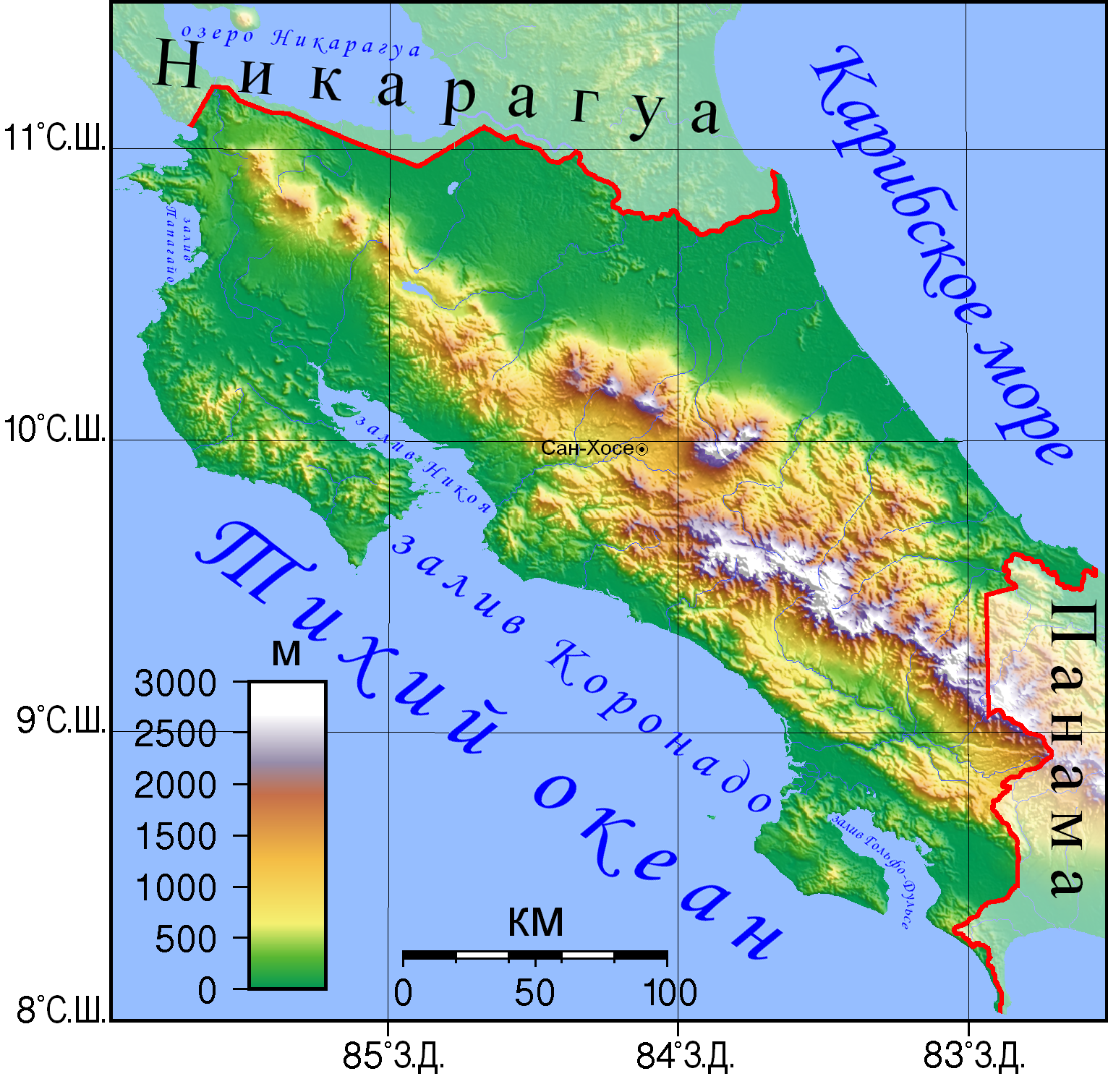
Рельеф Коста-Рики

Коста-Рика — государство, расположенное в Центральной Америке. Общая территория страны — 51,1 тыс. км², включая Кокос (Isla del Coco), плюс 589 тыс. км² территориальных вод. Общая протяжённость границы — 639 км, протяжённость границ с Никарагуа — 309 км, с Панамой — 330 км. Береговая линия: 1290 км. Самая высокая точка страны — Серро-Чиррипо (Cerro Chirripo) 3819 м.
Коста-Рика расположена в самой узкой части перешейка, соединяющего два континента. На юго-западе страна омывается водами Тихого океана, на северо-востоке — Карибским морем. Побережье Тихого океана сильно изрезано и включает несколько заливов: Санта-Элена, Папагайо, Никоя, Коронадо, Гольфо-Дульсе. Заливы окружены крупными полуостровами Никоя, Оса, Бурика, Санта-Элена. На востоке напротив, побережье ровно тянется с севера-запада на юго-восток. Две реки, Пакуаре и Ревентасон находятся на востоке от столицы Сан-Хосе.
Коста-Рика — это страна-заповедник (всего здесь 74 заповедника). Главные достопримечательности страны — национальные парки, горные и подводные пещеры, а также водопады, живописные горные и речные долины, вулканы. Охраняемые природные территории занимают здесь около 25 % площади страны.
С северо-запада на юго-восток через всю страну тянутся горные цепи Кордильер Северной Америки (Кордильера-де-Гуанакасте, Центральная Кордильера, Таламанка), между ними расположено Центральное плато — здесь плодородные почвы, и именно здесь живёт более половины населения Коста-Рики. Горы, окружающие плато, в основном вулканического происхождения, есть и действующие вулканы. Широко известен активный, молодой вулкан Ареналь (Arenal). Это высокая гора, абсолютно правильной конической формы. Ночью Ареналь подсвечивается и во время извержения озаряет окрестности. Самый высокий вулкан — Ирасу (3423 м). Недалеко от Ирасу находится действующий вулкан Турриальба. Высокогорное озеро Ареналь — самое большое озеро.
Недалеко от Сан-Хосе находится действующий стратовулкан Поас.
В 550 км от побережья Коста-Рики в Тихом океане расположен необитаемый остров Кокос (исп. Isla del Coco, англ. Cocos Island) площадью 24 км². Это самый крупный в мире официально необитаемый тропический остров. Жак-Ив Кусто назвал остров «самым красивым в мире». Это дикое, нетронутое цивилизацией место, покрытое лесами джунглей. Этот остров также является центром дайвинга, ежегодно сюда приезжают тысячи туристов со всего мира. Кроме Кокоса, в Коста-Рике находятся другие необитаемые острова — Негритос (Negritos) и Лос Пахарос (Los Pájaros).